# Cannone da carro armato

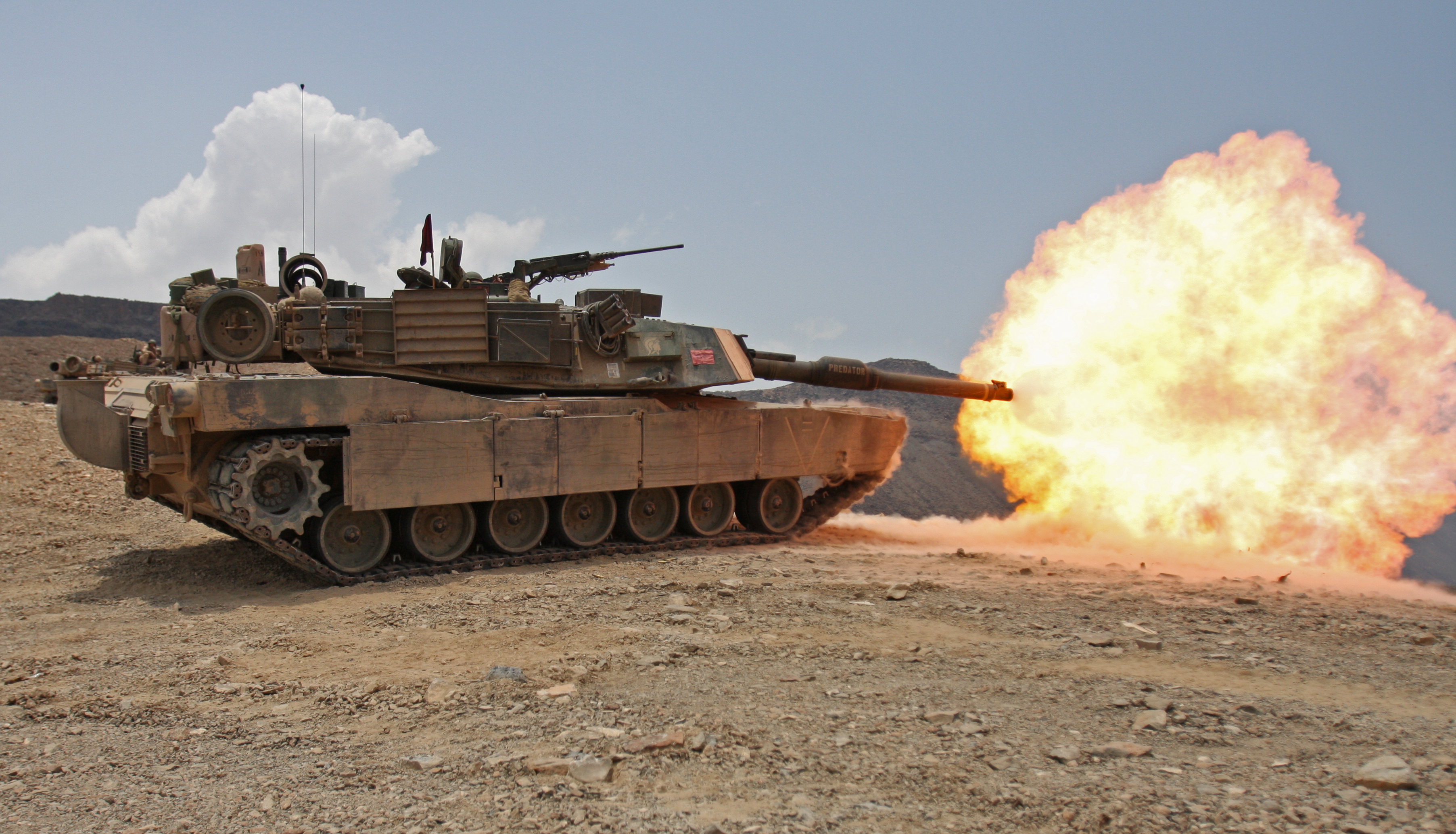
Un M1 Abrams adopera il pezzo principale in torretta, un cannone 120 mm Rheinmetall prodotto su licenza

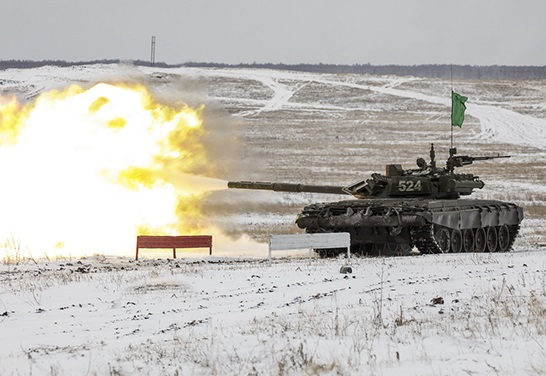
Un carro armato russo T-72 apre il fuoco con il cannone 2A46 da 125 mm.

Il cannone da carro armato è l'armamento principale di un carro armato. I moderni cannoni da carro sono pezzi di grosso calibro ad alta velocità alla volata, capaci di sparare munizioni a APFSDS, HEAT e, in alcuni casi, missili anticarro. Alcuni carri montano cannoni antiaerei.
Come armamento primario dei carri, questi pezzi sono quasi sempre impiegati in tiro diretto per colpire i diversi bersagli terrestri a tutte le distanze, inclusa la fanteria trincerata, veicoli blindati leggeri e specialmente altri carri armati. Essi debbono quindi assicurare precisione, lunga gittata, capacità di penetrazione ed alta cadenza di tiro, conciliando queste caratteristiche con la compattezza e la leggerezza necessarie a consentirne l'installazione nei ridotti spazi della torretta di un veicolo corazzato. Generalmente utilizzano munizioni a cartoccio proietto, con granata e bossolo uniti, per consentire un rapido caricamento o l'uso di un sistema di caricamento automatico. Spesso sono dotati di un evacuatore di fumo lungo la canna o un freno di bocca.

## Storia

### Prima guerra mondiale

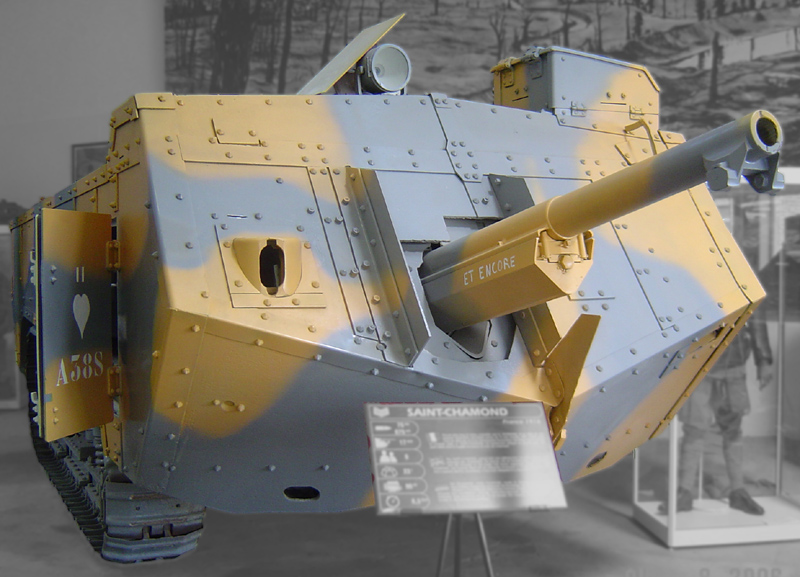
Il carro francese Saint-Chamond con cannone da 75 mm Mle. 1897 in caccia

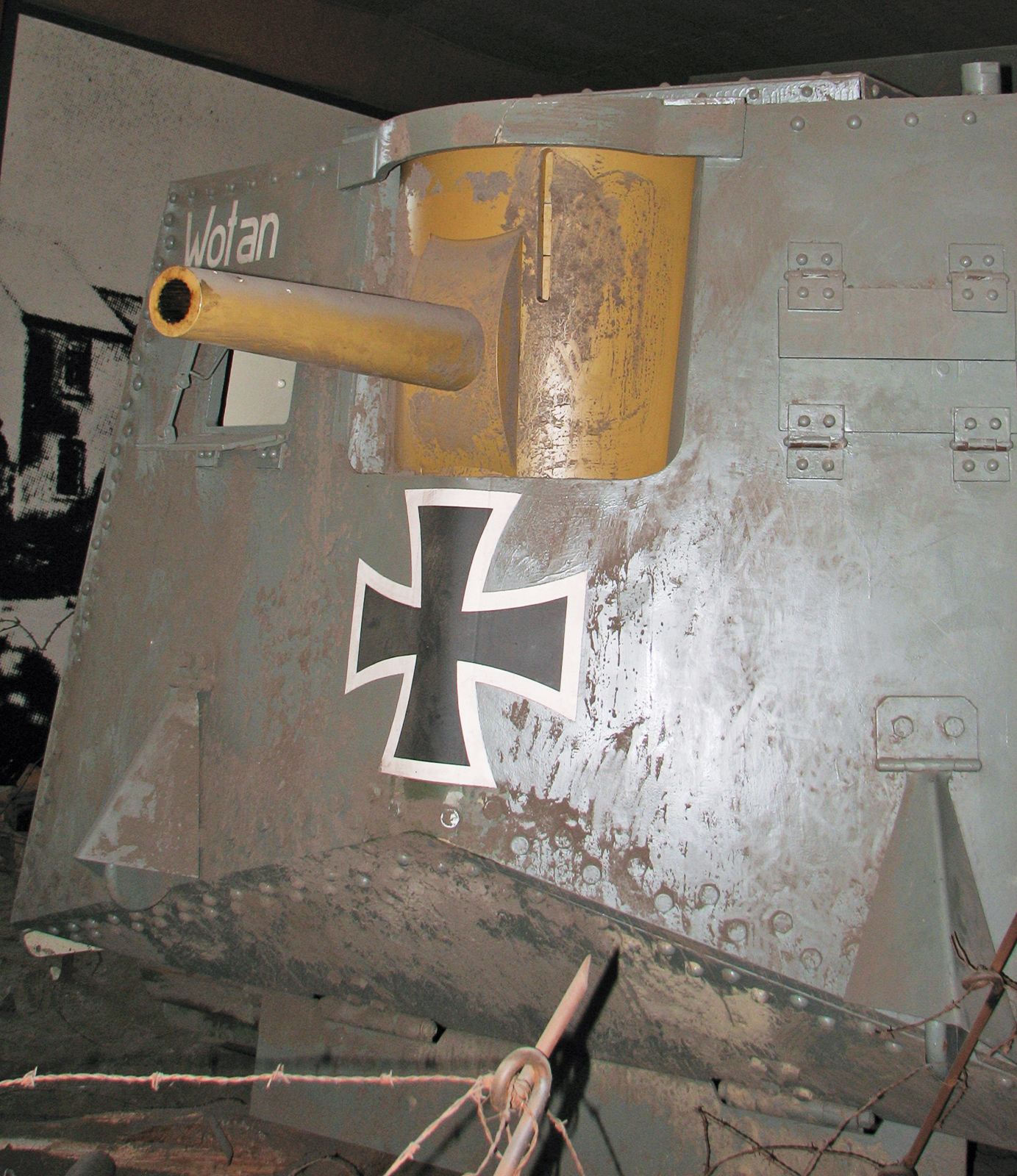
Replica dell'A7V Wotan tedesco con un cannone da 57 mm Maxim-Nordenfeldt in caccia

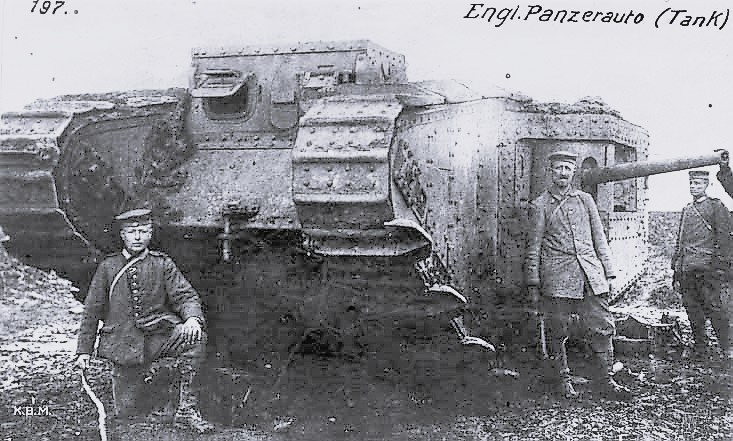
Un Mark II britannico catturato dai tedeschi nell'aprile 1917: in evidenza uno dei due Hotchkiss 57 mm navali su gondole laterali

I primi carri furono usati durante la prima guerra mondiale per irrompere attraverso le difese trincerate in supporto agli assalti di fanteria, in particolare per battere i nidi di mitragliatrici; perciò erano armati con armi automatiche o cannoni di calibro modesto con granate esplosive. Questi ultimi erano pezzi di artiglieria navale o campale, semplicemente rimossi dai loro affusti e installati nelle casematte e gondole dei veicoli corazzati. I primi Mark I britannici del 1916 usavano il cannone navale QF 6 pounder Hotchkiss su gondole laterali, ma poiché tali pezzi si dimostrarono troppo lunghi, ostacolando il movimento dei carri nel terreno rotto e ingombro di detriti tipico del fronte occidentale, così i successivi Mark IV del 1917 furono equipaggiati con una versione accorciata del QF 6 pounder 6 cwt Hotchkiss, che può essere considerato il primo cannone da carro armato specializzato. Il primo carro tedesco, l'A7V, utilizzava un cannone da postazione di preda bellica, il Maxim-Nordenfelt da 57 mm, catturato in una certa quantità agli eserciti belga e imperiale russo: esso fu montato in caccia sulla prua del mezzo. Il primo carro armato francese, lo Schneider CA1, era armato con un mortaio corto da 75 mm su un fianco, mentre il Saint-Chamond montava sulla parte inferiore della prua inclinata il celebre cannone campale Mle 1897 da 75 mm. Data la corazzatura sottile dei carri coevi, queste armi improvvisate si rivelarono efficaci contro altri carri armati nelle rare occasioni in cui si addivenne a uno scontro tra mezzi blindati: difatti tra gli Imperi centrali solo la Germania fu capace di mettere in campo qualche decina di carri A7V. Oltretutto gli Alleati progettarono e impiegarono i propri carri armati in funzione del supporto alla fanteria, nonché allo scopo di distruggere concentrazioni di truppe avversarie.

### Seconda guerra mondiale

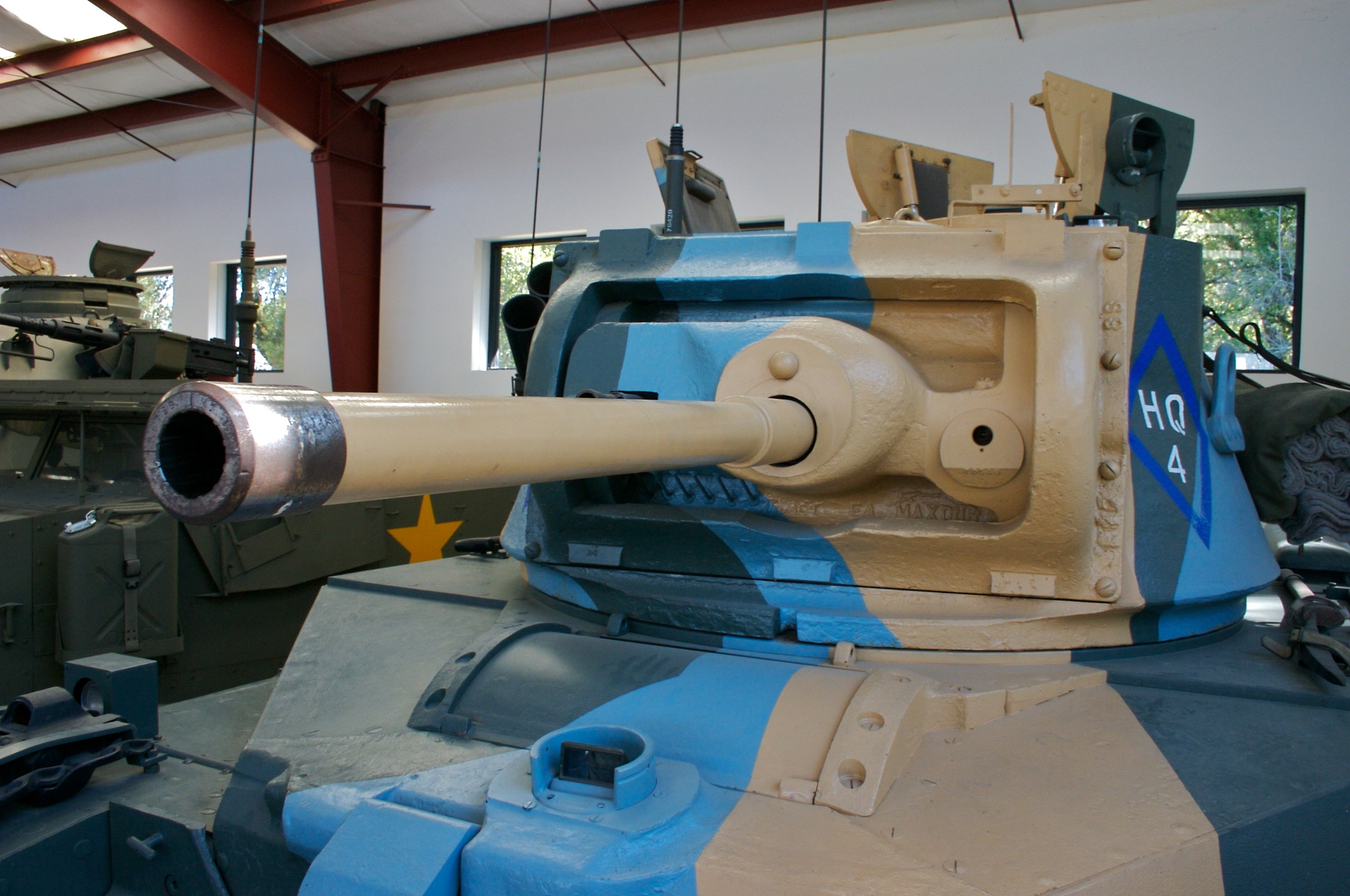
Un cannone da 40 mm montato su un Mk II Matilda: pezzi di calibro simile erano diffusi all'inizio del secondo conflitto mondiale ed erano più che adeguati per distruggere bersagli corazzati

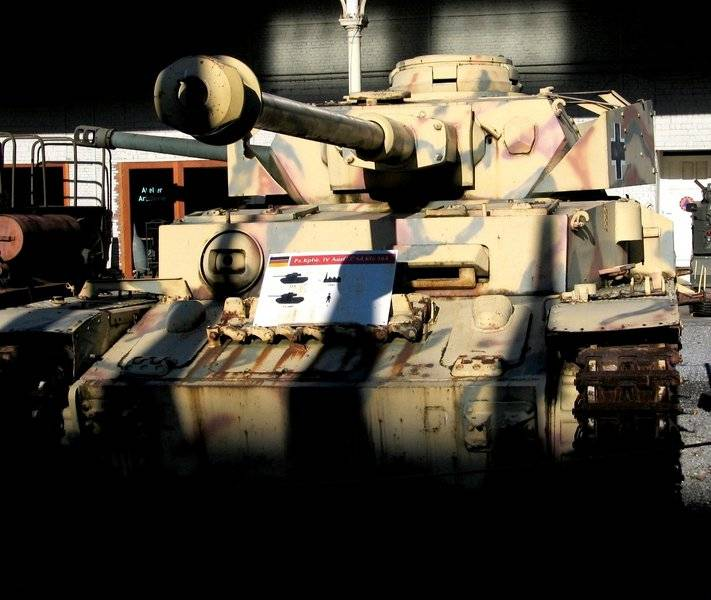
Il cannone da 75 mm lungo del Panzer IV era tipico dei carri tedeschi di fine guerra e, più in generale, era divenuto il calibro di riferimento minimo per tutti i corazzati entrati in servizio nella seconda metà del conflitto

La concezione del carro armato quale mezzo ausiliare alla fanteria, pensato per distruggere fortificazioni campali, era ancora diffusa all'inizio della seconda guerra mondiale: ancora nel 1939 la maggior parte dei cannoni da carro erano evoluzioni di pezzi di artiglieria esistenti, pensati per l'impiego contro bersagli non protetti. Tuttavia cannoni di grosso calibro, a corta gittata, erano ancora utilizzati nei carri per il supporto alla fanteria, che dovevano battere postazioni e concentrazioni di uomini con grosse granate ad alto esplosivo. In alcuni modelli, come per esempio l'M3 Lee/Grant statunitense, il Mk IV Churchill britannico e Char B1 francese, i pezzi di grosso calibro erano installati in casamatta nello scafo, mentre la torretta ospitava solitamente un cannone di minor calibro deputato all'impiego anticarro.
L'evoluzione tattico-strategica che interessò il ruolo del carro armato tra 1939 e 1945 causò un intenso lavoro di progettazione di mezzi specificatamente pensati per le più svariate mansioni; prioritaria, comunque, divenne la capacità di eliminare veicoli similari da distanza di sicurezza, esperienza maturata dall'esercito tedesco soprattutto sul fronte orientale e dalle forze anglo-statunitensi nelle battaglie della campagna di Tunisia. A questo fine i nuovi cannoni controcarri furono adattati all'installazione sui carri: sebbene adoperassero inizialmente proietti più piccoli, li sparavano ad alte velocità alla volata, il che consentiva una migliore precisione e maggiore forza di penetrazione. Così cannoni relativamente leggeri come l'Ordnance QF 2 lb da 40 mm e quelli da 37 mm equipaggiarono i carri incrociatori e da fanteria britannici della fine degli anni trenta. Efficaci nel trapassare le corazzature rivettate e sottili, non disponevano però di una potente granata ad alto esplosivo per attaccare fanti e fortificazioni.
La seconda guerra mondiale causò una rapidissima evoluzione in tutti i settori della tecnologia militare. In particolare, i giganteschi combattimenti tra formazioni motocorazzate consigliarono di raddoppiare le protezioni passive e adottare pezzi d'artiglieria di calibro anche elevato, allo scopo di incrementare gittata, precisione, potenza distruttiva: i cannoni da 20 mm e 40 mm, tipici dei carri armati leggeri e medi, furono via via rimpiazzati da pezzi da 50 mm, 75 mm, 85 mm, 88 mm, 90 mm e anche 120 mm. Ad esempio, al 1º settembre 1939 la stragrande maggioranza dei panzer erano equipaggiati con il 2 cm KwK 30 o il 3,7 cm KwK 36 a media velocità; al principio del 1944, invece, il grosso dei mezzi distribuiti alle Panzer-Division annoverava i Panzer IV dotati dei potenti 7,5 cm KwK 40 progettato e prodotto dalla Rheinmetall-Borsig, ed erano comparsi anche i Panzer VI Tiger I, costruiti attorno alla versione veicolare del pezzo contraereo 8,8 cm FlaK progettato dalla Krupp.

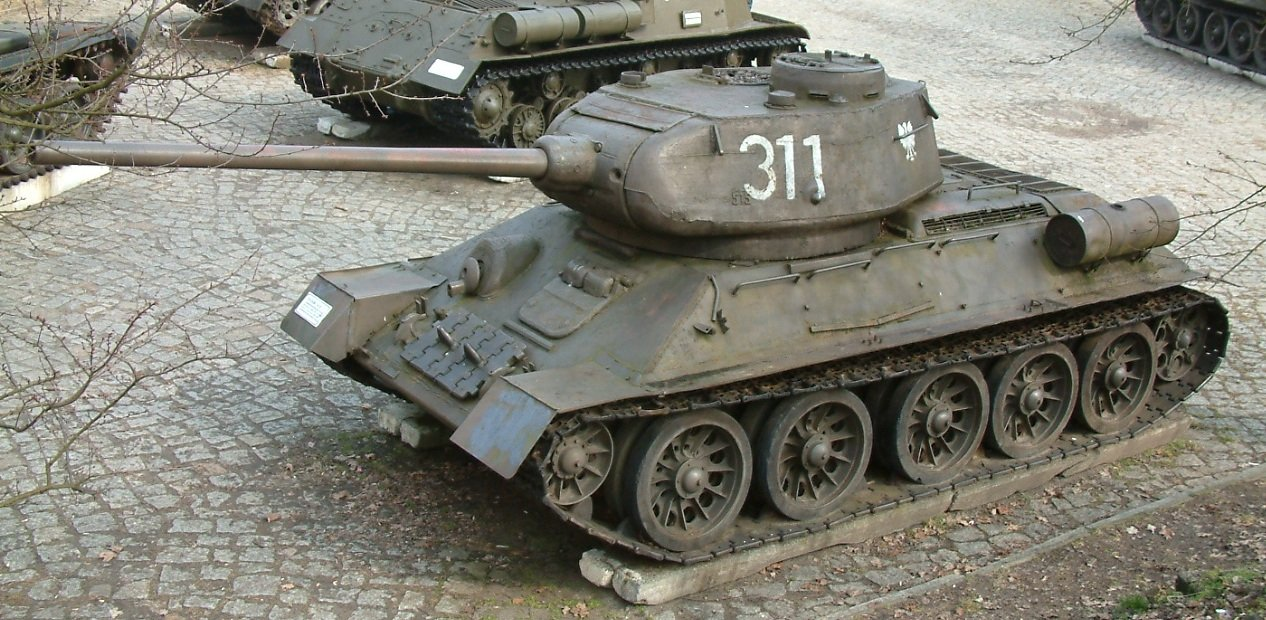
Il carro sovietico T-34/85 armato con il cannone da 85 mm ZiS-S-53.

I sovietici equipaggiarono i propri carri pesanti della serie Josif Stalin con il cannone D25 da 122 mm progettato da Fëdor Fëdorovič Petrov, una versione modificata di un pezzo campale prodotta nelle Officine Motovilicha. I proietti furono migliorati per fornire maggiore capacità di penetrazione, con materiali più duri e sagome ottimizzate. Tutto ciò portò a un miglioramento in precisione e gittata, anche se costrinsero a progettare carri più grandi, capaci di accogliere e proteggere un equipaggio numeroso, sostenere il peso e i contraccolpi di queste poderose armi e di trasportare un adeguato numero di munizioni.
Generalizzata, durante la guerra, fu l'adozione di veicoli cacciacarri, mezzi specificatamente progettati per il contrasto ai carri armati, equipaggiati più pesantemente rispetto a un carro armato di tonnellaggio simile. I modelli si possono ricondurre a tre categorie parzialmente sovrapponibili: veicoli ottenuti per conversione di carri obsoleti o di preda bellica, armati con pezzi su affusti improvvisati, scarsamente protetti e con brandeggio limitato; modelli con torretta rotante blindata leggera, a cielo aperto, equipaggiati con potenti cannoni anticarro, che consentivano di destinare i carri armati veri e propri al ruolo di supporto alla fanteria (categoria eminentemente statunitense ed esemplificata dall'M10 Wolverine); modelli con cannone in casamatta, che offrivano una sagoma sfuggente difficile da colpire, con piastrone frontale ben inclinato e pesantemente corazzato (per esempio il sovietico SU-100). La superiorità dell'armamento dei cacciacarri era tuttavia solo relativa: per esempio, il SU-85 era stato costruito sullo stesso dello scafo T-34, ma la sua entrata in servizio fu presto resa superflua dall'introduzione massiccia del T-34/85, che montava l'ottimo ZiS-S-53 da 85 mm, prodotto nella Fabbrica N° 92 a Gork'ij su progetto dell'ufficio tecnico di Vasilij Gavrilovič Grabin, al posto del vecchio F-34 del T-34 originario.

### Secondo dopoguerra

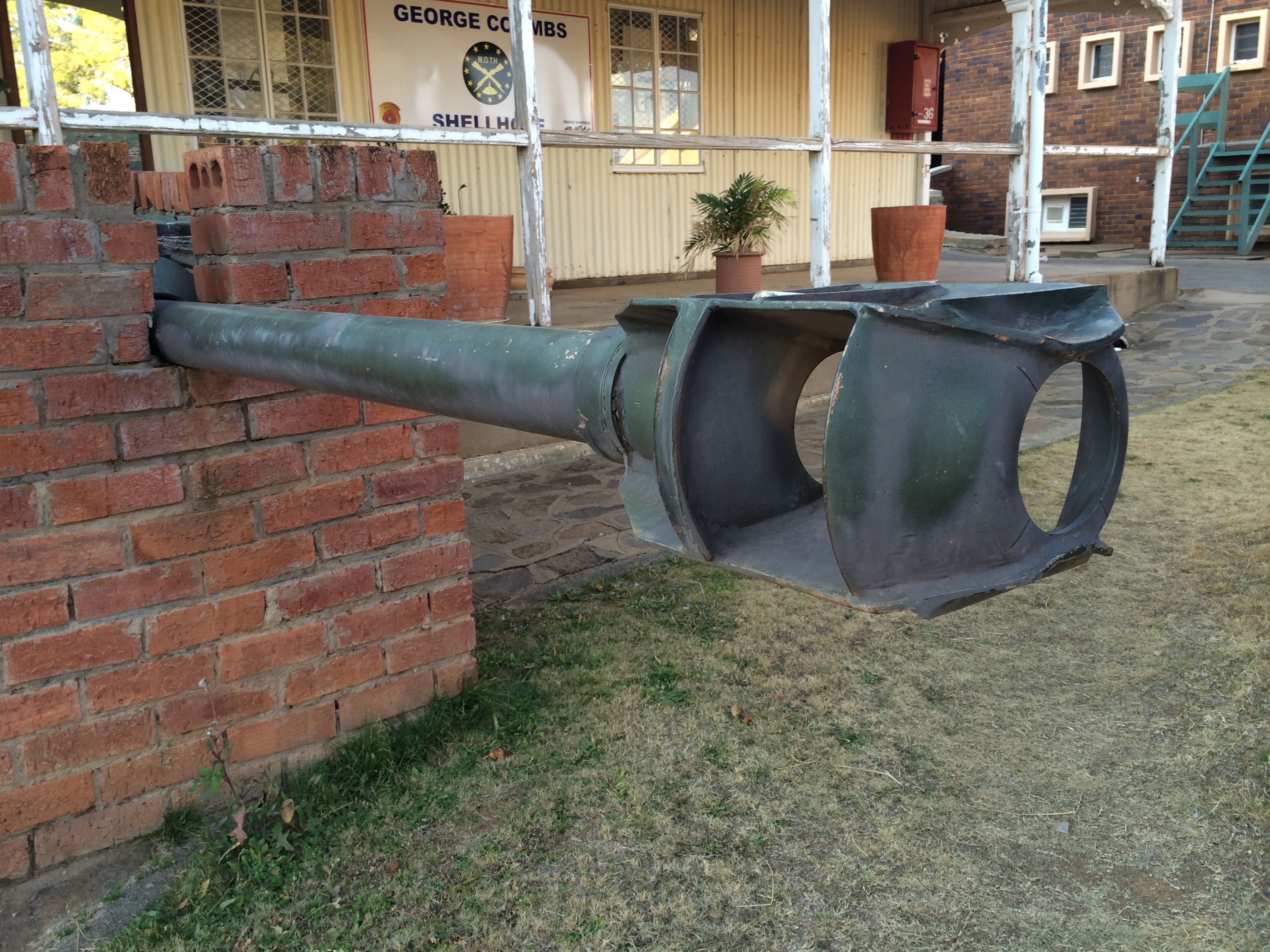
Copia sudafricana del pezzo DEFA D921 francese da 90 mm, che equipaggia le autoblindo delle serie AMX-13 e Panhard

Dalla fine delle ostilità vi fu una riduzione delle varietà di categorie ed emerse il concetto di carro armato da combattimento. Dopo la guerra la corsa al calibro crescente rallentò, con solo leggeri incrementi tra le successive generazioni di carri. In Occidente i cannoni di circa 90 mm vennero sostituiti ovunque dall'ubiquitario Royal Ordnance L7 da 105 mm britannico, calibro di riferimento fino alla sua sostituzione negli anni settanta e ottanta con il pezzo da 120 mm: da notare, comunque, che i britannici lo abbandonarono già negli anni sessanta con il Chieftain. Nei paesi del Patto di Varsavia il pezzo da 85 mm del periodo bellico fu rapidamente soppiantato dai pezzi da 100 mm e 115 mm della famiglia U-5TS, mentre lo standard attuale si è attestato sui 125 mm del 2A46 progettato e prodotto dalla Fabbrica Nº 9 a Ekaterinburg.
L'evoluzione maggiore si è avuta invece nel campo del munizionamento e dei sistemi di puntamento. Con l'introduzione dei penetratori a energia cinetica, le granate solide e perforanti lasciarono il posto ai proietti perforanti ad abbandono di sabot (APDS) e a quelli stabilizzati con alette con penetratori in tungsteno o uranio impoverito. Sviluppi paralleli hanno interessato i proietti anticarro ad energia chimica High Explosive Squash Head (HESH) ed a carica cava High Explosive Anti-Tank (HEAT), la cui capacità di penetrazione è indipendente dalla velocità alla volata o dalla distanza.
I telemetri stadiametrici vennero sostituiti da telemetri a coincidenza e telemetri laser. Poi la precisione dei moderni carri è ulteriormente migliorata con l'avvento di sistemi di tiro computerizzati, anemometri e sensori per il controllo dell'allineamento, della temperatura e dell'usura della canna. La capacità di combattimento notturno, in condizioni meteo avverse o fumo venne migliorato con l'introduzione di sensori infrarossi, intensificatori di luce e termocamere.
I sistemi di caricamento automatico furono sviluppati esclusivamente da alcune nazioni piuttosto che da altre. Essi vennero adottati per ridurre la sagoma complessiva del carro ed aumentarne così l'occultabilità, ma anche per proteggere l'equipaggio separandolo fisicamente dal cannone e dalle munizioni.

## Cannoni a canna liscia

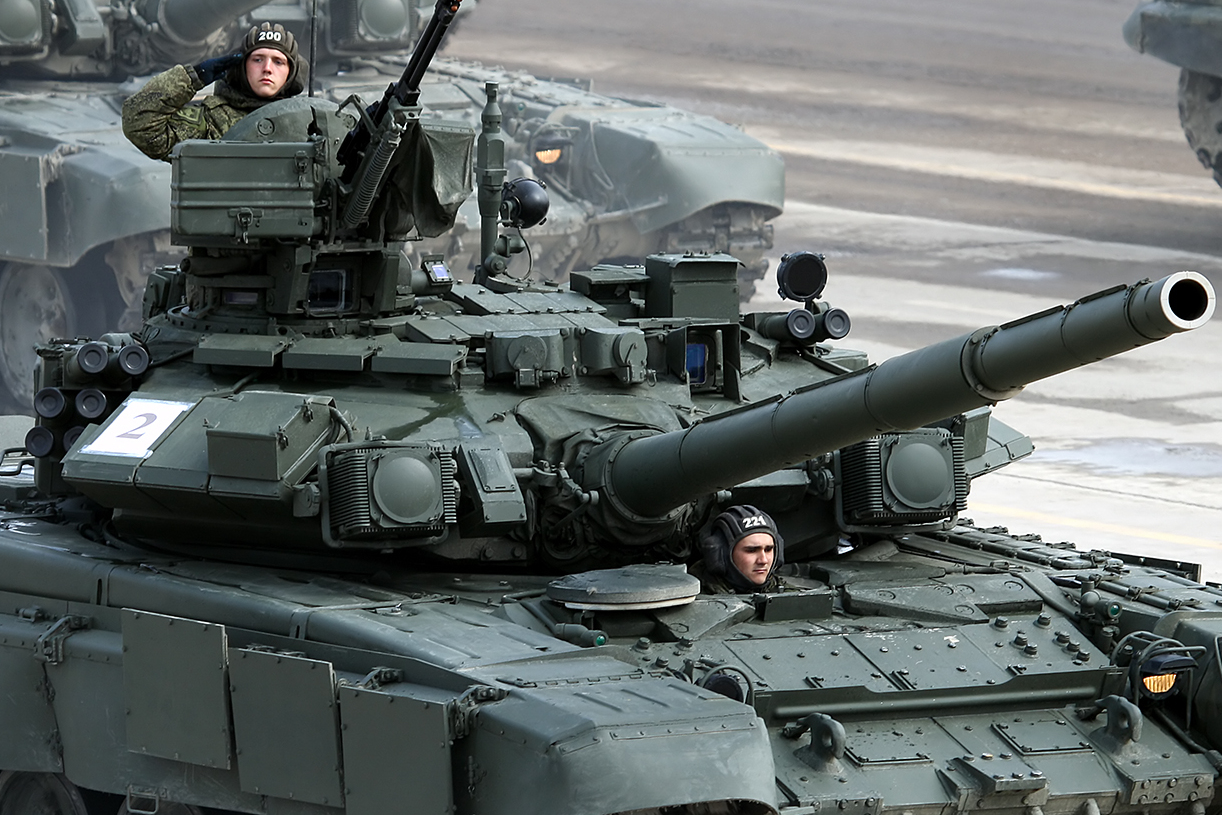
Un carro T-90 armato con il cannone a canna liscia 2A46 da 125 mm.

La tecnologia dei cannoni ha conosciuto nei decenni relativamente poche innovazioni. Nella storia dei carri armati, praticamente sono stati usati solo pezzi rigati. I migliori cannoni anticarro sparavano proietti ad energia cinetica, la cui capacità di penetrazione dipende e precisione diminuisce con la distanza. Per distanze maggiori sono più efficaci i proietti a energia chimica HEAT, ma a costo di una precisione più bassa; per distanze estreme vengono preferiti i missili anticarro. I vantaggi principali dell'anima liscia consistono nella loro maggiore efficienza con i proietti stabilizzati da alette e la minore usura rispetto alla canna rigata. La maggiore differenza operativa tra canna liscia e rigata consiste nel tipo di munizionamento, con i cannoni ad anima liscia ideali per proietti HEAT (anche se alcuni HEAT specificatamente progettati possono essere lanciati da cannoni rigati), mentre la rigatura è necessaria per i proietti HESH.
La maggior parte dei moderni carri da battaglia ora monta un cannone ad anima liscia, con la notevole eccezione dei carri del British Army, che sono equipaggiati con il Royal Ordnance L11A5 rigato da 120 mm fin dagli anni novanta; questi sono stati poi sostituiti dai cannoni da 120 mm L30 rigati, tuttora in servizio. Il carro indiano Arjun impiega anch'esso un cannone rigato da 120 mm di concezione nazionale.